# Provincia de Paraíba
La provincia de Paraíba (en portugués: província da Paraíba) fue una unidad administrativa y territorial del Imperio del Brasil desde 1821, creada a partir de la capitanía de Paraíba. Luego de la proclamación de la República el 15 de noviembre de 1889 pasó a convertirse en el actual estado de Paraíba.